# Campionatul Naţional de Fotbal American 2015
Il Campionatul Național de Fotbal American 2015 è la 6ª edizione del campionato di football americano di primo livello, organizzato dalla FRFA.

## Squadre partecipanti
| Club               | Città       | Stadio | Sponsor ufficiale | Risultato nella stagione 2014 |
| ------------------ | ----------- | ------ | ----------------- | ----------------------------- |
| Bucharest Rebels   | Bucarest    |        |                   |                               |
| Bucharest Warriors | Bucarest    |        |                   |                               |
| Cluj Crusaders     | Cluj-Napoca |        |                   |                               |
| Mures Monsters     | Târgu Mureș |        |                   |                               |
| Reșița Locomotives | Reșița      |        |                   |                               |
| Timișoara 89ers    | Timișoara   |        |                   |                               |

## Stagione regolare

### Calendario

#### 1ª giornata
| Timișoara 21 marzo 2015, ore 10:00 | Timișoara 89ers | 49 – 0 referto | Reșița Locomotives | Baza Sportivă Textila\| Arbitro: \| Dinescu \| |
| Arbitro:                           | Dinescu         |                |                    |                                                |

| Bucarest 22 marzo 2015, ore 17:00 | Bucharest Rebels | 60 – 3 referto | Mures Monsters | Complex Sportiv Ion Țiriac\| Arbitro: \| Duță \| |
| Arbitro:                          | Duță             |                |                |                                                  |

#### 2ª giornata
| Reșița 28 marzo 2015, ore 14:00 | Reșița Locomotives | 0 – 52 referto | Cluj Crusaders | Stadionul Gloria\| Arbitro: \| Baciu \| |
| Arbitro:                        | Baciu              |                |                |                                         |

| Târgu Mureș 29 marzo 2015, ore 11:00 | Mures Monsters | 19 – 40 referto | Bucharest Warriors | Teren Fotbal Mureșeni\| Arbitro: \| Secu \| |
| Arbitro:                             | Secu           |                 |                    |                                             |

#### 3ª giornata
| Bucarest 4 aprile 2015, ore 18:30 | Bucharest Warriors | 12 – 12 referto | Bucharest Rebels | Complex Sportiv Ion Țiriac\| Arbitro: \| Duță \| |
| Arbitro:                          | Duță               |                 |                  |                                                  |

| Cluj-Napoca 5 aprile 2015, ore 11:00 | Cluj Crusaders | 29 – 13 referto | Timișoara 89ers | Teren Gheorgheni\| Arbitro: \| Baciu \| |
| Arbitro:                             | Baciu          |                 |                 |                                         |

#### 4ª giornata
| 18 aprile 2015, ore 11:00 | Bucharest Warriors | 26 – 12 referto | Reșița Locomotives | \| Arbitro: \| Duță \| |
| Arbitro:                  | Duță               |                 |                    |                        |

| Târgu Mureș 19 aprile 2015, ore 11:00 | Mures Monsters | 6 – 53 referto | Cluj Crusaders | Teren Fotbal Mureșeni\| Arbitro: \| Baciu \| |
| Arbitro:                              | Baciu          |                |                |                                              |

#### 5ª giornata
| Timișoara 25 aprile 2015, ore 14:00 | Timișoara 89ers | 0 – 46 referto | Bucharest Rebels | Baza Sportivă Textila\| Arbitro: \| Duță \| |
| Arbitro:                            | Duță            |                |                  |                                             |

#### 6ª giornata
| 2 maggio 2015, ore 11:00 | Bucharest Warriors | 53 – 0 referto | Mures Monsters | \| Arbitro: \| Baltă \| |
| Arbitro:                 | Baltă              |                |                |                         |

| Cluj-Napoca 3 maggio 2015, ore 11:00 | Cluj Crusaders | 42 – 0 referto | Reșița Locomotives | Teren Gheorgheni\| Arbitro: \| Baciu \| |
| Arbitro:                             | Baciu          |                |                    |                                         |

#### 7ª giornata
| Reșița 9 maggio 2015, ore 14:00 | Reșița Locomotives | 0 – 61 referto | Timișoara 89ers | Stadionul Gloria\| Arbitro: \| Baciu \| |
| Arbitro:                        | Baciu              |                |                 |                                         |

| Târgu Mureș 10 maggio 2015, ore 11:00 | Mures Monsters | 7 – 54 referto | Bucharest Rebels | Teren Fotbal Mureșeni\| Arbitro: \| Baciu \| |
| Arbitro:                              | Baciu          |                |                  |                                              |

#### 8ª giornata
| Timișoara 16 maggio 2015, ore 11:00 | Timișoara 89ers | 6 – 26 referto | Cluj Crusaders | Baza Sportivă Textila\| Arbitro: \| Dinescu \| |
| Arbitro:                            | Dinescu         |                |                |                                                |

| Bucarest 16 maggio 2015, ore 18:00 | Bucharest Rebels | 14 – 0 referto | Bucharest Warriors | Complex Sportiv Ion Țiriac\| Arbitro: \| Secu \| |
| Arbitro:                           | Secu             |                |                    |                                                  |

### Classifiche
Le classifiche della regular season sono le seguenti:
- PCT = percentuale di vittorie, G = partite giocate, V = partite vinte, P = partite perse, PF = punti fatti, PS = punti subiti

### Nord-Vest
| Pos. | Squadra            | PCT   | G | V | N | P | PF  | PS  |
| ---- | ------------------ | ----- | - | - | - | - | --- | --- |
| 1    | Cluj Crusaders     | 1.000 | 5 | 5 | 0 | 0 | 202 | 25  |
| 2    | Timișoara 89ers    | .400  | 5 | 2 | 0 | 3 | 129 | 101 |
| 3    | Reșița Locomotives | .000  | 5 | 0 | 0 | 5 | 12  | 230 |

### Sud-Est
| Pos. | Squadra            | PCT  | G | V | N | P | PF  | PS  |
| ---- | ------------------ | ---- | - | - | - | - | --- | --- |
| 1    | Bucharest Rebels   | .900 | 5 | 4 | 1 | 0 | 186 | 22  |
| 2    | Bucharest Warriors | .700 | 5 | 3 | 1 | 1 | 137 | 57  |
| 3    | Mures Monsters     | .000 | 5 | 0 | 0 | 5 | 35  | 260 |

## Playoff e playout

### Tabellone
|  | Semifinali | Semifinali         | Semifinali     |                |                  | VI RoBowl          | VI RoBowl          | VI RoBowl       |  |
|  |            |                    |                |                |                  |                    |                    |                 |  |
|  | 1SE        | Bucharest Rebels   | 46             |                |                  |                    |                    |                 |  |
|  | 1SE        | Bucharest Rebels   | 46             |                |                  |                    |                    |                 |  |
|  | 2NV        | Timișoara 89ers    | 0              |                |                  |                    |                    |                 |  |
|  | 2NV        | Timișoara 89ers    | 0              |                | Bucharest Rebels | Bucharest Rebels   | 2                  |                 |  |
|  |            |                    |                |                | Bucharest Rebels | Bucharest Rebels   | 2                  |                 |  |
|  |            |                    | Cluj Crusaders | Cluj Crusaders | 0                |                    |                    |                 |  |
|  | 1NV        | Cluj Crusaders     | Cluj Crusaders | Cluj Crusaders | 0                | 42                 |                    |                 |  |
|  | 1NV        | Cluj Crusaders     |                |                |                  | 42                 |                    |                 |  |
|  | 2SE        | Bucharest Warriors | 14             |                |                  | Finale 3º posto    | Finale 3º posto    | Finale 3º posto |  |
|  | 2SE        | Bucharest Warriors | 14             |                |                  |                    |                    |                 |  |
|  |            |                    |                |                |                  |                    |                    |                 |  |
|  |            |                    |                |                |                  | Timișoara 89ers    | Timișoara 89ers    | 23              |  |
|  |            |                    |                |                |                  | Timișoara 89ers    | Timișoara 89ers    | 23              |  |
|  |            |                    |                |                |                  | Bucharest Warriors | Bucharest Warriors | 20              |  |

|  | Finale 5º posto    |                    |    |  |
|  |                    |                    |    |  |
|  | Reșița Locomotives | Reșița Locomotives | 14 |  |
|  | Mures Monsters     | Mures Monsters     | 13 |  |

### Semifinali
| Bucarest 30 maggio 2015, ore 18:00 | Bucharest Rebels | 46 – 0 referto | Timișoara 89ers | Complex Sportiv Ion Țiriac\| Arbitro: \| Duță \| |
| Arbitro:                           | Duță             |                |                 |                                                  |

| Cluj Napoca 31 maggio 2015, ore 11:00 | Cluj Crusaders | 42 – 14 referto | Bucharest Warriors | Baza Sportivă Napoca\| Arbitro: \| Baciu \| |
| Arbitro:                              | Baciu          |                 |                    |                                             |

### Finale 5º - 6º posto
| Reșița 7 giugno 2015, ore 12:00 | Reșița Locomotives | 14 – 13 referto | Mures Monsters | Stadionul Gloria\| Arbitro: \| Baciu \| |
| Arbitro:                        | Baciu              |                 |                |                                         |

### Finale 3º - 4º posto
| Cluj-Napoca 14 giugno 2015, ore 10:00 | Timișoara 89ers | 23 – 20 referto | Bucharest Warriors | Cluj Arena\| Arbitro: \| Duță \| |
| Arbitro:                              | Duță            |                 |                    |                                  |

### VI RoBowl
| Cluj-Napoca 14 giugno 2015, ore 17:00 | Bucharest Rebels                                      | 2 – 0 referto | Cluj Crusaders | Cluj Arena\| Arbitri: \| Baciu Baltă Draghia Mezei Duță Anghelina Savu Dinescu \| |
| Arbitri:                              | Baciu Baltă Draghia Mezei Duță Anghelina Savu Dinescu |               |                |                                                                                   |

## Verdetti
- Bucharest Rebels Campioni della Romania 2015 (2º titolo)